# Baskenland-Rundfahrt 2010
Die 67. Baskenland-Rundfahrt fand vom 5. bis 10. April 2010 statt. Das Rennen wurde in sechs Etappen ausgetragen.
Alejandro Valverde wurde nachträglich ab dem 1. Januar 2010 gesperrt und ihm wurden somit alle Siege und Platzierungen aberkannt.

## Etappen
| Etappe    | Tag       | Start–Ziel        | km  | Typ              | Etappensieger                   |
| --------- | --------- | ----------------- | --- | ---------------- | ------------------------------- |
| 1. Etappe | 5. April  | Zierbana          | 152 | Bergetappe       | Alejandro Valverde Óscar Freire |
| 2. Etappe | 6. April  | Zierbana–Viana    | 209 | Bergetappe       | Alejandro Valverde Óscar Freire |
| 3. Etappe | 7. April  | Viana–Amurrio     | 187 | Bergetappe       | Francesco Gavazzi               |
| 4. Etappe | 8. April  | Murgia Zuia–Eibar | 166 | Bergetappe       | Samuel Sánchez                  |
| 5. Etappe | 9. April  | Eibar–Orio        | 170 | Bergetappe       | Joaquim Rodríguez               |
| 6. Etappe | 10. April | Orio              | 022 | Einzelzeitfahren | Christopher Horner              |

## Trikots im Rennverlauf
| Etappe    | Gesamtwertung      | Punktewertung      | Bergwertung     | Zwischensprintwertung | Teamwertung       |
| --------- | ------------------ | ------------------ | --------------- | --------------------- | ----------------- |
| 1. Etappe | Alejandro Valverde | Alejandro Valverde | Gonzalo Rabuñal | Christian Meier       | Team RadioShack   |
| 2. Etappe | Alejandro Valverde | Alejandro Valverde | Gonzalo Rabuñal | Christian Meier       | Team RadioShack   |
| 3. Etappe | Óscar Freire       | Óscar Freire       | Gonzalo Rabuñal | Christian Meier       | Team RadioShack   |
| 4. Etappe | Alejandro Valverde | Alejandro Valverde | Amets Txurruka  | Christian Meier       | Team RadioShack   |
| 5. Etappe | Alejandro Valverde | Alejandro Valverde | Amets Txurruka  | Christian Meier       | Team RadioShack   |
| 6. Etappe | Christopher Horner | Alejandro Valverde | Gonzalo Rabuñal | Christian Meier       | Team HTC-Columbia |